# Mallorca Open 2018
Il Mallorca Open 2018 è stato un torneo femminile di tennis giocato sui campi in erba. È stata la terza edizione del torneo facente parte della categoria International nell'ambito del WTA Tour 2018. Si è giocato al Santa Ponsa Tennis Club di Maiorca, in Spagna, dal 18 al 24 giugno 2018.

## Partecipanti

### Teste di serie
| Nazionalità | Giocatrice           | Ranking* | Testa di serie |
| ----------- | -------------------- | -------- | -------------- |
| Francia     | Caroline Garcia      | 6        | 1              |
| Germania    | Angelique Kerber     | 11       | 2              |
| Lettonia    | Anastasija Sevastova | 20       | 3              |
| Estonia     | Anett Kontaveit      | 24       | 4              |
| Spagna      | Carla Suárez Navarro | 27       | 5              |
| Stati Uniti | Danielle Collins     | 39       | 6              |
| Rep. Ceca   | Lucie Šafářová       | 44       | 7              |
| Bielorussia | Aryna Sabalenka      | 46       | 8              |

* Ranking all'11 giugno 2018.

### Altre partecipanti
Le seguenti giocatrici hanno ricevuto una Wild card:
- Lara Arruabarrena
- Marta Kostjuk
- Svetlana Kuznetsova
- Francesca Schiavone

La seguente giocatrice è entrata in tabellone con il ranking protetto:
- Viktoryja Azaranka

La seguente giocatrice è entrata in tabellone come special exempt:
- Kirsten Flipkens

Le seguenti giocatrici sono passate dalle qualificazioni:

- Sofia Kenin
- Johanna Larsson
- Antonia Lottner
- Rebecca Peterson
- Alison Riske
- Ajla Tomljanović

Le seguenti giocatrici sono entrate in tabellone come lucky loser:
- Viktória Kužmová
- Stefanie Vögele

### Ritiri
Prima del torneo
- Kirsten Flipkens → sostituita da  Viktória Kužmová
- Monica Niculescu → sostituita da  Magda Linette
- Agnieszka Radwańska → sostituita da  Kateryna Kozlova
- Zhang Shuai → sostituita da  Markéta Vondroušová
- Aleksandra Krunić → sostituita da  Stefanie Vögele

## Campionesse

### Singolare
Tatjana Maria ha sconfitto in finale  Anastasija Sevastova con il punteggio di 6–4, 7–5.

### Doppio
Andreja Klepač /  María José Martínez Sánchez hanno sconfitto in finale  Lucie Šafářová /  Barbora Štefková con il punteggio di 6–1, 3–6, [10–3].